# Venstrehåndet
 Denne artikel bør gennemlæses af en person med fagkendskab for at sikre den faglige korrekthed.

Venstrehåndet er det fænomen, at nogle personer foretrækker at skrive, kaste og spise med venstre hånd. Venstrehåndede personer er normalt også venstrefodede.
Cirka 8-13 % af verdens befolkning er venstrehåndet. Blandt disse er der en overvægt af mænd i forhold til kvinder i forholdet 1,2:1.
Man ved ikke helt, hvorfor nogle er venstrehåndede, men én teori går ud på, at der findes et gen, som bestemmer, at de fleste mennesker skal være højrehåndede, og at 20 % af os fødes uden dette gen. Disse vil have 50 procents sandsynlighed for at blive venstrehåndede. En anden teori går ud på, at stress hos moderen under graviditeten kan føre til, at barnet bliver venstrehåndet.
Nogle mener, at venstrehåndede er mere udsatte for sygdomme end højrehåndede, men at venstrehåndede til gengæld er mere kreative og oftere har kunstneriske talenter.[kilde mangler] Dette har sammenhæng med, hvilken hjernehalvdel der er mest aktiv. Hvis man gør mange bevægelser med venstre kropshalvdel (eks. skrive), vil højre hjernehalvdel være i størst aktivitet, og modsat. De to hjernehalvdele har ansvaret for forskellige opgaver, og derfor vil venstrehåndede og højrehåndede have øget hjerneaktivitet i modsatte hjernehalvdele og derfor kunne have forskellige talenter.
Selv om venstrehåndede udgør omkring 10 procent af befolkningen, har fem af de sidste syv amerikanske præsidenter været venstrehåndede: Gerald Ford, Ronald Reagan, George H.W. Bush, Bill Clinton og Barack Obama. Barack Obamas modstander i 2008-valgkampen, John McCain, er også venstrehåndet. Også Osama Bin Laden var venstrehåndet.
Siden 1992 er den 13. august international venstrehåndsdag.

## Kejthåndethed
Da venstrehåndede er en minoritet i en højrehåndet verden, blev de før i tiden tvunget til at skrive med den "rigtige" hånd i skolen.

På engelsk hedder "højre" right (rigtig), på tysk rechts (ret, rigtig) og på fransk droit (ret, retfærdig, oprigtig).

Det latinske ord for venstre betyder ond/truende på engelsk (sinister).

På engelsk hedder "venstrehåndet" left-handed (kejtet, klodset, uheldig), og venstre på fransk er gauche (kluntet, klodset).

En fyrste eller konges ægteskab med en borgerlig, uden arverettigheder for børnene, hedder en vielse til venstre hånd. Dårligt håndværk kaldes venstrehåndsarbejde. Modsat omtales noget der er let og ligetil som at det "ligger lige til højrebenet".